# 格拉訥巴赫河
52°4′24″N 8°0′55″E / 52.07333°N 8.01528°E

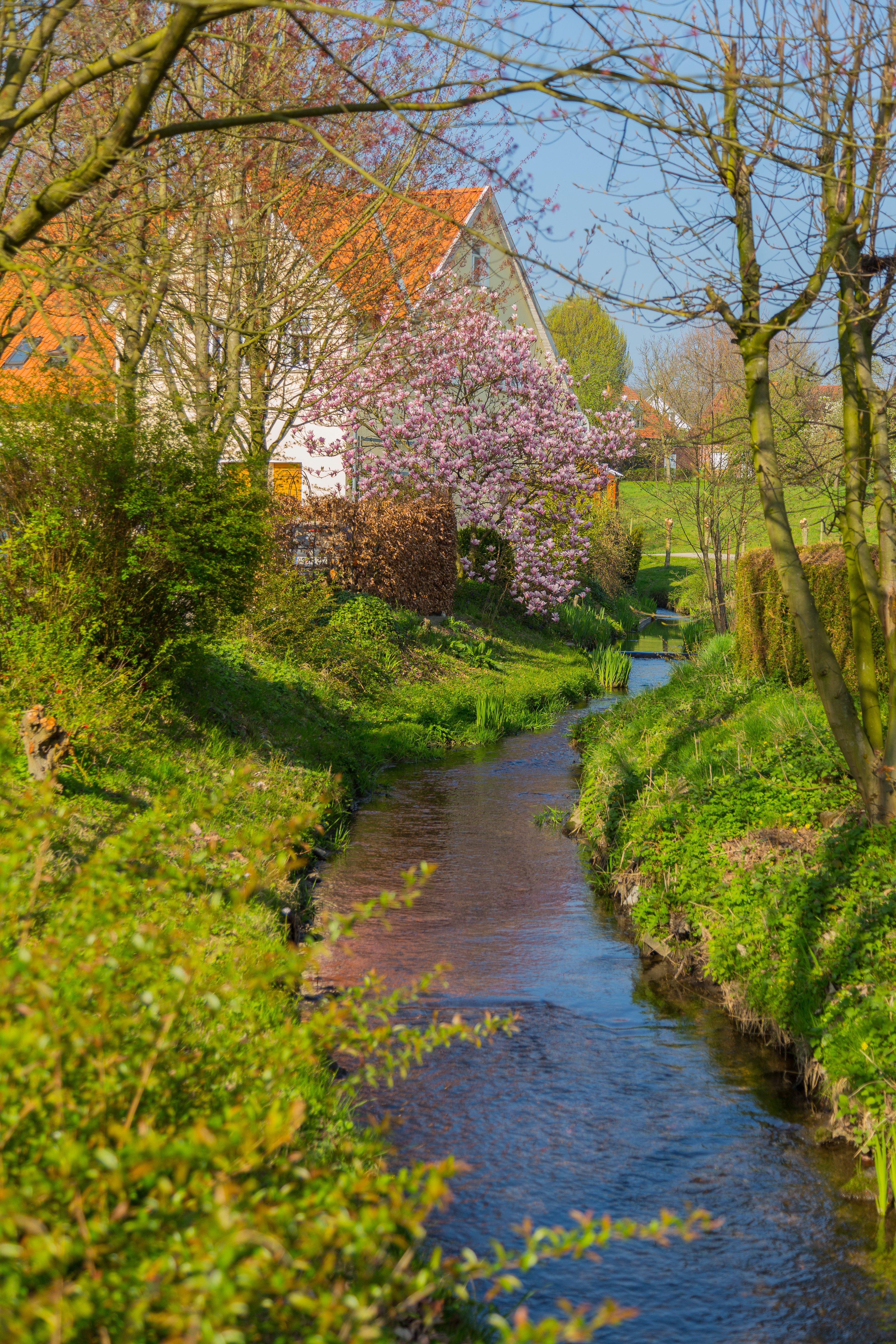
格拉訥巴赫河

格拉訥巴赫河（德語：Glaner Bach），是德國的河流，位於該國西北部，處於下薩克森州，河道全長7.7公里，發源自條頓堡林山，最終注入埃爾廷米倫巴赫河。